# Chlorbenzotrifluoride
Chlorbenzotrifluoride sind chemische Verbindungen aus der Gruppe der halogenierten Benzolderivate. 

## Vertreter
| Gefahrensymbol | Gefahrensymbol |

| Gefahrensymbol |

| Gefahrensymbol | Gefahrensymbol |

| Gefahrensymbol |

## Gewinnung und Darstellung
Chlorbenzotrifluoride können durch Chlorierung von Benzotrifluorid und anschließende Destillation des Isomerengemisches gewonnen werden. 4-Chlorbenzotrifluorid wird auch durch Reaktion von 4-Chlorbenzotrichlorid und Fluorwasserstoff gewonnen.

## Verwendung
Chlorbenzotrifluoride werden als Zwischenprodukte bei der Herstellung von Schädlingsbekämpfungsmitteln, Farb- und Arzneistoffen verwendet. So wird z. B. 4-Chlorbenzotrifluorid zur Herstellung von Dinitroanilin-Herbiziden wie Trifluralin. 4-Chlorbenzotrifluorid wird auch als dielektrische Flüssigkeit und als Lösungsmittel eingesetzt.

## Sicherheitshinweise
Die Dämpfe von Chlorbenzotrifluoriden können mit Luft beim Erhitzen über ihren Flammpunkt (40–60 °C) hinaus ein explosionsfähiges Gemisch bilden.